# Flora Vista
Flora Vista és una concentració de població designada pel cens dels Estats Units a l'estat de Nou Mèxic. Segons el cens del 2000 tenia 1.383 habitants.

## Demografia
Segons el cens del 2000, Flora Vista tenia 1.383 habitants, 504 habitatges, i 406 famílies. La densitat de població era de 263 habitants per km².
Dels 504 habitatges en un 33,5% hi vivien nens de menys de 18 anys, en un 68,3% hi vivien parelles casades, en un 8,3% dones solteres, i en un 19,4% no eren unitats familiars. En el 15,1% dels habitatges hi vivien persones soles el 5,4% de les quals corresponia a persones de 65 anys o més que vivien soles. El nombre mitjà de persones vivint en cada habitatge era de 2,74 i el nombre mitjà de persones que vivien en cada família era de 3,03.
Per edats la població es repartia de la següent manera: un 26,4% tenia menys de 18 anys, un 7,8% entre 18 i 24, un 23,7% entre 25 i 44, un 28,6% de 45 a 60 i un 13,4% 65 anys o més.
L'edat mediana era de 40 anys. Per cada 100 dones de 18 o més anys hi havia 102 homes.
La renda mediana per habitatge era de 46.157 $ i la renda mediana per família de 46.071 $. Els homes tenien una renda mediana de 40.481 $ mentre que les dones 20.125 $. La renda per capita de la població era de 20.189 $. Aproximadament el 8,1% de les famílies i el 12,1% de la població estaven per davall del llindar de pobresa.

## Poblacions més properes
El següent diagrama mostra les poblacions més properes.